# 塔林军团足球俱乐部
塔林军团足球俱乐部，是位于爱沙尼亚塔林的一家足球俱乐部。由原先两家俱乐部在2008年1月4日合并而成。该俱乐部还有一个预备队。

## 外部連結
- 官方网站 （俄文） （文）